# Hermann Tomasgaard
Hermann Tomasgaard (Lørenskog, 4 de janeiro de 1994) é um velejador norueguês, medalhista olímpico.

## Carreira
Tomasgaard participou dos Jogos Olímpicos de Verão de 2020 em Tóquio, onde participou da classe Laser, conquistando a medalha de bronze após finalizar a série de treze regatas com 85 pontos.